# KODA KUMI 2013 TAIWAN LIVE
《KODA KUMI 2013 TAIWAN LIVE》（倖田來未 2013 台灣演唱會）為日本歌手倖田來未於2013年10月12日於台北市國立臺灣大學綜合體育館舉行。

## 簡介
本次演唱會為倖田來未第二次於台灣舉行的特別演唱會，與上次約隔了三年九個月。本次舞台花費約800萬台幣打造且使用由日方所提供的器材，門票收入約1200萬台幣。

## 背景
倖田來未於KODA KUMI LIVE TOUR 2013 ～JAPONESOUE～最終場橫濱體育館的MC中提到將會來台灣舉辦演唱會，這是倖田距2009年來再次於台灣舉辦演唱會。
地點選在與上次《KODA KUMI 2009 TAIWAN LIVE》同地點的國立臺灣大學綜合體育館舉行。

## 宣傳
倖田於8月13日到8月15日間抵達台北進行演唱會的宣傳行程。約有200名粉絲到機場接機。並上了台灣電視節目《娛樂百分百》、《日韓音樂瘋》、《完全娛樂》以及廣播《娛樂e世代》、《耐玩DJ Bryan》宣傳演唱會。

## 抵台與彩排

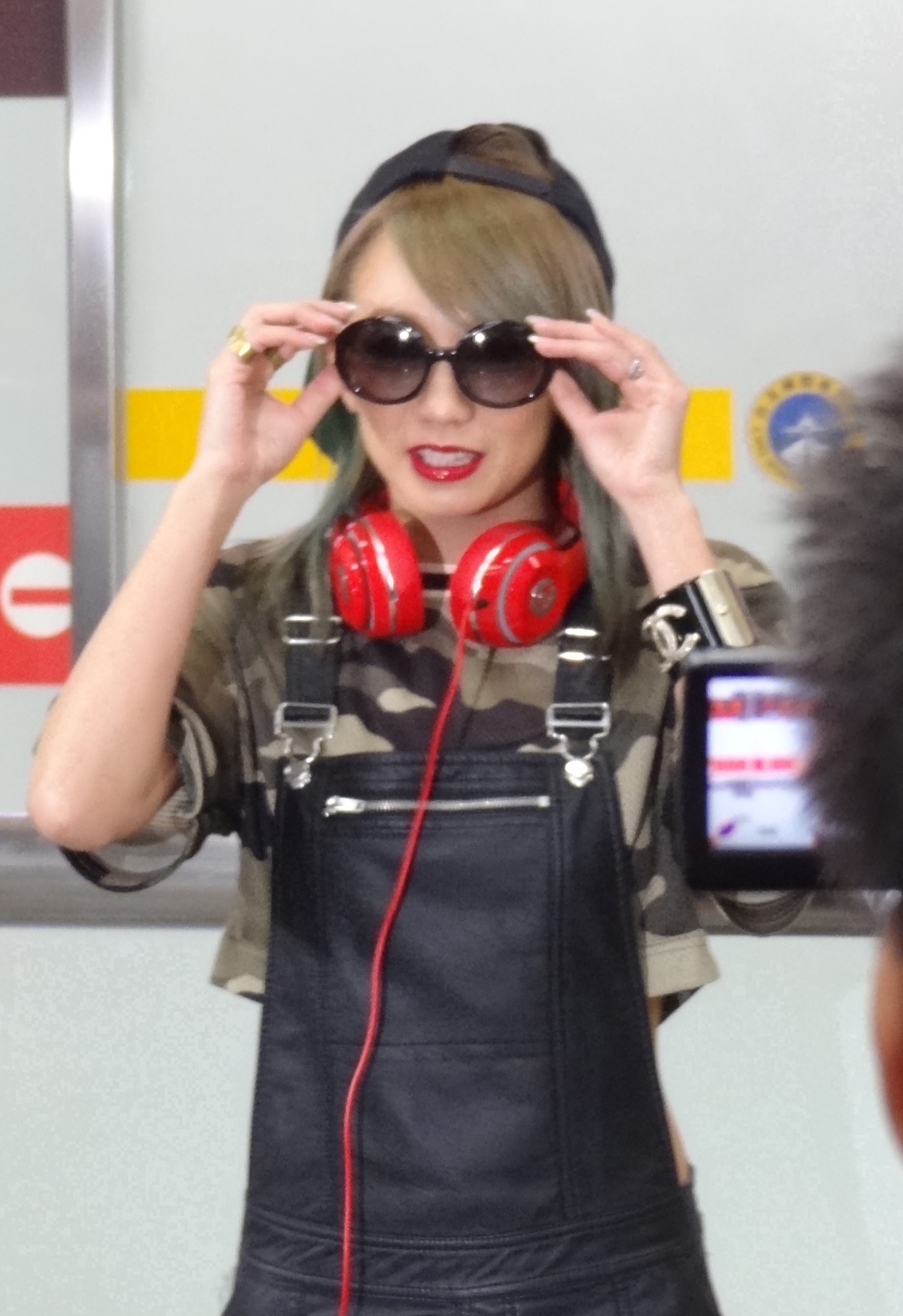
倖田來未於松山機場入關照。

倖田於2013年10月9日抵達台北松山機場，將為了演唱會進行準備以及與夫家朋友聚會，並特地使用中文「大家好，我是倖田來未」來向台灣歌迷問候。而後家人也抵台，倖田於當日晚上前往知名餐廳「鼎泰豐」，並到了士林夜市逛街。

## 演唱會內容
倖田來未開場時與「KODA KUMI LIVE TOUR 2013 ～JAPONESOUE～」的開場相似，身穿重達15公斤的花魁和服，踩著重達五公斤的厚底木屐開場。倖田以性感的方式重現了將歌迷請上台上互動。而後演唱了名曲「愛之歌」並首次以中文演唱了一小段。

## 曲目
- 曲目來自當日官方歌單

1. So Nice
2. D.D.D.
3. 熱情
4. 不要停止愛我
5. KO-SO-KO-SO
6. hands
7. 午夜零時前的傲嬌灰姑娘
8. 愛之歌（中文ver）
9. 愛語
10. IS THIS TRAP?
11. ESCALATE
12. Boom BoomBoys
13. Bling Bling Bling～甜心戰士
14. Outside Fishbowl～FREAKY～Selfish～Love Me Back
15. BE MY BABY
16. Poppin' love cocktail
  - Encore
17. LALALALALA
18. BRING IT ON
19. walk
  - W Encore
20. Moon Crying

## 外部連結
- 倖田來未台灣演唱會官方網站 （页面存档备份，存于）